# Isadora Duncan. Una biografia disegnata
Isadora Duncan. Una biografia disegnata (Isadora Duncan: a graphic biography) è un romanzo grafico di Sabrina Jones, di taglio biografico; l'opera ripercorre la vita intensa della danzatrice statunitense Isadora Duncan, precorritrice della cosiddetta "danza moderna". Pubblicata negli USA nel 2008 dalla casa editrice Hill and Wang, in Italia è stata importata e tradotta dalla casa editrice NdA Press nel 2011. Il fumetto è preceduto dalla prefazione di Lori Belilove.
Il romanzo grafico è citato nel The Readers' Advisory Guide to Graphic Novels come esempio di fumetto moderno, in cui il layout della pagina richiede al lettore di leggere le immagini attraverso una "fusione" delle vignette.

## Trama
L'opera ripercorre la vita della giovane danzatrice sin dalla sua infanzia e giovinezza in California, libera dall'impegno scolastico e dedita all'arte. La narrazione prosegue unendo alla rappresentazioni grafiche delle performance di ballo di Duncan gli avvenimenti privati della diva che, abbandonati gli Stati Uniti, si trasferisce in Europa alla ricerca di estimatori del suo modo rivoluzionario di fare danza: tra riscoperta della classicità e della Grecia Antica, che la vede figlia del razionale Apollo e - al tempo stesso - dell'irrequieto Dioniso, sentìti lutti familiari che le sottraggono i tre amati figli, amori con le più svariate personalità europee, gli scandali che la sua vita privata e il suo abbigliamento non-convenzionali provocano, lo sfondo storico di un'Europa che dai fasti della belle Époque si trova catapultata nella prima guerra mondiale... Il romanzo grafico termina raccontando l'incidente mortale che mise fine alla sua vita e, nelle pagine seguenti, la sua eredità artistica.